# Руднічек
Руднічек (пол. Rudniczek) — село в Польщі, у гміні Ґловно Зґерського повіту Лодзинського воєводства.
Населення — 341 особа (2011).

## Демографія
Демографічна структура станом на 31 березня 2011 року:
|          | Загалом | Допрацездатний вік | Працездатний вік | Постпрацездатний вік |
| -------- | ------- | ------------------ | ---------------- | -------------------- |
| Чоловіки | 181     | 42                 | 120              | 19                   |
| Жінки    | 160     | 27                 | 98               | 35                   |
| Разом    | 341     | 69                 | 218              | 54                   |